# Frôlois
Frôlois is een gemeente in het Franse departement Côte-d'Or (regio Bourgogne-Franche-Comté) en telt 190 inwoners (1999). De plaats maakt deel uit van het arrondissement Montbard.

## Geografie
De oppervlakte van Frôlois bedraagt 34,3 km², de bevolkingsdichtheid is 5,5 inwoners per km².
De onderstaande kaart toont de ligging van Frôlois met de belangrijkste infrastructuur en aangrenzende gemeenten.

## Demografie
Onderstaande figuur toont het verloop van het inwonertal (bron: INSEE-tellingen).